# Prudence Sekgodiso
Prudence Tebogo Sekgodiso (Gauteng, 5 gennaio 2002) è una mezzofondista sudafricana.

## Progressione

### 800 metri piani
| Stagione | Misura  | Luogo          | Data       | Rank. Mond. |
| -------- | ------- | -------------- | ---------- | ----------- |
| 2024     | 1'57"26 | Marrakech      | 19-5-2024  |             |
| 2023     | 1'58"87 | Turku          | 13-6-2023  |             |
| 2022     | 1'58"41 | Nairobi        | 7-5-2022   |             |
| 2021     | 2'01"40 | Heusden-Zolder | 3-7-2021   |             |
| 2020     | 2'02"16 | Pretoria       | 13-3-2020  |             |
| 2019     | 2'03"98 | Pretoria       | 15-3-2019  |             |
| 2018     | 2'06"96 | Johannesburg   | 1-3-2018   |             |
| 2017     | 2'08"09 | Pretoria       | 27-10-2017 |             |
| 2016     | 2'10"30 | Pretoria       | 28-10-2016 |             |

## Palmarès
| Anno | Manifestazione          | Sede         | Evento          | Risultato  | Prestazione | Note                                    |
| ---- | ----------------------- | ------------ | --------------- | ---------- | ----------- | --------------------------------------- |
| 2018 | Giochi panafricani      | Algeri       | 3000 m piani    | Bronzo     | 2'10"62     |                                         |
| 2018 | Olimpiadi giovanili     | Buenos Aires | 800 m piani     | 2º turno   | dq          |                                         |
| 2019 | Mondiali cross          | Århus        | Corsa U20       | 20ª        | 22'15"      |                                         |
| 2019 | Campionati africani U18 | Abidjan      | 800 m piani     | Oro        | 2'07"63     |                                         |
| 2022 | Campionati africani     | Saint-Pierre | 800 m piani     | Bronzo     | 2'03"46     |                                         |
| 2022 | Mondiali                | Eugene       | 800 m piani     | Semifinale | 2'00"01     |                                         |
| 2022 | Giochi del Commonwealth | Birmingham   | 800 m piani     | Batteria   | 2'00"17     |                                         |
| 2023 | Mondiali cross          | Bathurst     | Staffetta mista | 4º         | 23'50"      |                                         |
| 2023 | Mondiali                | Budapest     | 1500 m piani    | Semifinale | 2'11"68     | [ 1 ] [ 2 ]                             |
| 2024 | Giochi olimpici         | Parigi       | 800 m piani     | 8ª         | 1'58"79     |                                         |
| 2025 | Mondiali indoor         | Nanchino     | 800 m piani     | Oro        | 1'58"40     | Miglior prestazione mondiale stagionale |

## Campionati nazionali
- 4 volte campionessa nazionale sudafricana degli 800 metri piani (2019, 2021, 2022, 2023)
- 3 volte campionessa nazionale sudafricana dei 1500 metri piani (2022, 2023, 2024)

2019
- Oro ai campionati sudafricani (Germiston), 800 metri piani - 2'05"05

2021
- Oro ai campionati sudafricani (Pretoria), 800 metri piani - 2'08"35

2022
- Oro ai campionati sudafricani (Città del Capo), 800 metri piani - 2'03"31
- Oro ai campionati sudafricani (Città del Capo), 1500 metri piani - 4'16"38

2023
- Oro ai campionati sudafricani (Potchefstroom), 800 metri piani - 2'03"92
- Oro ai campionati sudafricani (Potchefstroom), 1500 metri piani - 4'13"09

2024
- Oro ai campionati sudafricani (Pietermaritzburg), 1500 metri piani - 4'17"22
- Argento ai campionati sudafricani (Pietermaritzburg), 5000 metri piani - 16'02"04

## Altre competizioni internazionali
2022
- 6ª al Bauhaus-Galan ( Stoccolma), 800 m piani - 1'59"52

2024
- Oro al Meeting international Mohammed VI d'athlétisme de Rabat ( Rabat), 800 m piani - 1'57"26
- Oro ai Bislett Games ( Oslo), 800 m piani - 1'58"66
- 8ª al Memorial Van Damme ( Bruxelles), 800 m piani - 2'03"16

2025
- Argento al Meeting international Mohammed VI d'athlétisme de Rabat ( Rabat), 800 m piani - 1'57"52
- Bronzo al Bauhaus-Galan ( Stoccolma), 800 m piani - 1'58"00
- Argento al Prefontaine Classic ( Eugene), 800 m piani - 1'57"16 =